# Inventor of Evil
Inventor of Evil è il nono album in studio del gruppo musicale thrash metal tedesco Destruction, pubblicato nel 2005.

## Tracce
1. Soul Collector – 4:47
2. The Defiance Will Remain – 4:18
3. The Alliance of Hellhoundz – 5:20
4. No Mans Land – 4:31
5. The Calm Before the Storm – 4:59
6. The Chosen Ones – 5:05
7. Dealer of Hostility – 4:17
8. Under Surveillance – 3:39
9. Seeds of Hate – 6:12
10. Twist of Fate – 2:56
11. Killing Machine – 3:30
12. Memories of Nothingness – 1:01

1. We Are the Road Crew (Motörhead cover) – 2:28
2. The Alliance of Hellhoundz (Schirmer vocals only) – 5:20

## Formazione
- Marcel "Schmier" Schirmer – basso, voce
- Mike Sifringer – chitarra
- Marc "Speedy" Reign – batteria, voce secondaria